# 2023년 미국 은행 위기

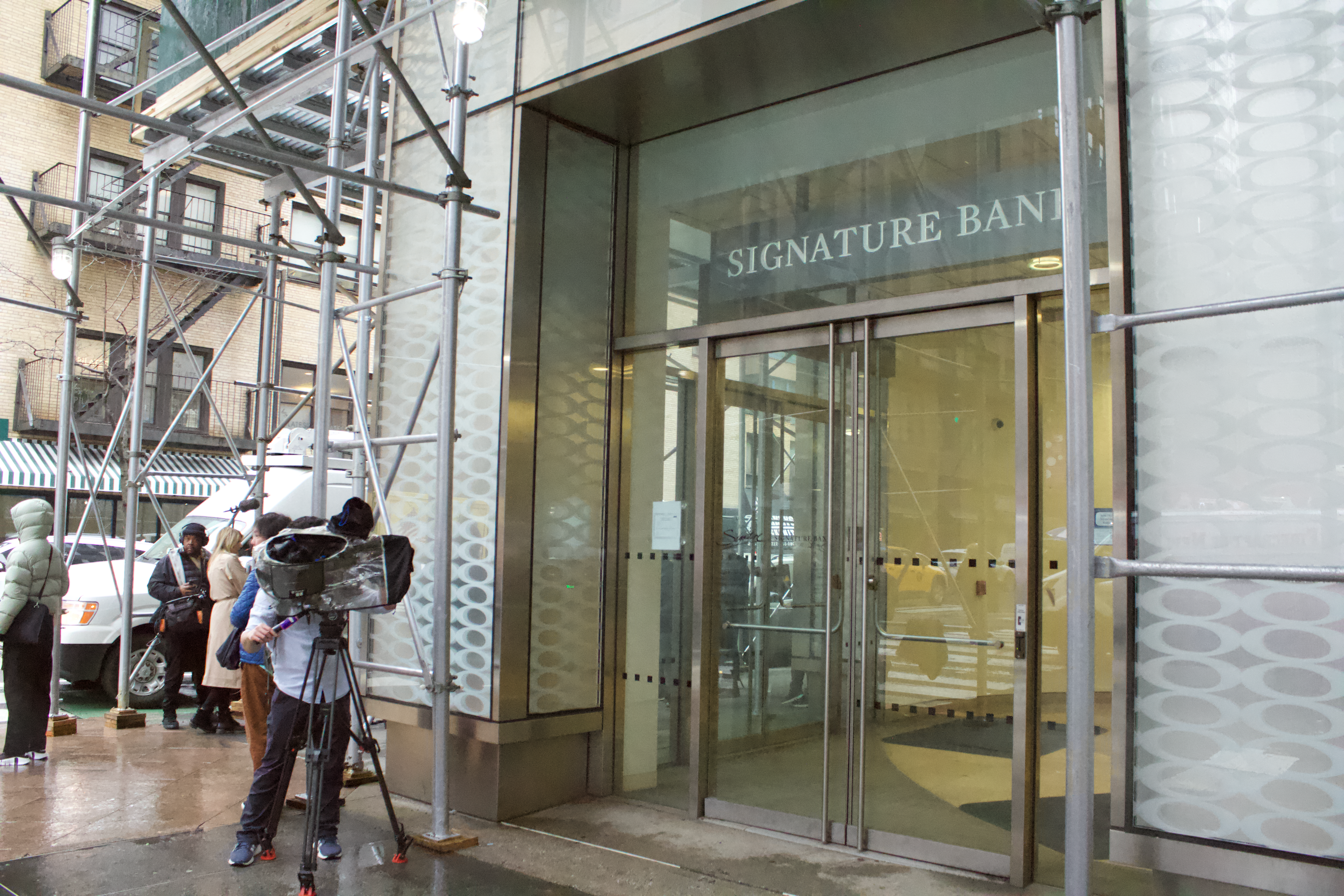
2023년 3월 13일 뉴욕의 시그너처 뱅크 외부

2023년 3월 5일 동안 미국 중소형 은행 3곳이 파산하면서 글로벌 은행 주가가 급락했고 규제 당국은 잠재적인 글로벌 감염을 방지하기 위해 신속한 대응을 촉발했다. 캘리포니아에 본사를 둔 암호화폐 은행인 실버게이트 은행(Silvergate Bank)은 예금자 인출을 더 이상 충족할 수 없어 3월 8일 문을 닫았고 은행 운영을 더욱 촉진했다. 3월 9일, 실리콘 밸리 뱅크(SVB)는 단 10시간 만에 420억 달러의 예금을 인출해 미국 역사상 가장 빠른 은행 운영을 기록했다. 다음날 SVB 예금자들은 1억 달러를 인출하려고 시도했다. 이 요구를 충족할 수 없어 은행은 3월 10일 문을 닫았다. SVB가 무너진 당일 시그너처 뱅크에서는 단 2시간 만에 200억 달러의 예금이 인출되었다. 예금자들의 몰락을 견디지 못해 3월 12일 규제당국에 의해 인수됐다. 결국 이 은행 운영으로 인해 규제 당국은 퍼스트 리퍼블릭 은행도 압류하게 되었고, 이는 미국 역사상 두 번째로 큰 은행 실패가 되었다. 이들 은행 중 4개 중 3개는 캘리포니아에 본사를 두고 있으며 샌프란시스코 연방준비은행과 캘리포니아주 은행위원회(DFPI)의 규제를 받는다.
은행 실패에 대응하여 미국의 주요 3개 은행 규제 기관은 공동 성명을 통해 실리콘 밸리 은행과 시그니처 은행의 모든 예금이 보호되도록 특별 조치를 취할 것이라고 발표했다. 연준은 적격 자산을 담보로 제공하는 적격 예금 기관에 최대 1년 동안 대출을 제공하기 위해 은행 정기 자금 조달 프로그램(BTFP)을 설립했다.
상황이 더 많은 은행에 영향을 미치는 것을 방지하기 위해 연방준비은행, 캐나다 은행, 영국 은행, 일본 은행, 유럽 중앙 은행, 스위스 국립 은행을 포함한 글로벌 산업 규제 기관이 개입하여 특별한 유동성을 제공했다.
3월 16일까지 은행 대차대조표를 뒷받침하기 위해 대규모 은행 간 자금 흐름이 발생했으며 일부 분석가들은 미국 은행 위기가 더 광범위해질 수 있다고 이야기했다. 연방준비은행 할인 창구 유동성 시설은 3월 16일까지 다양한 은행으로부터 약 1,500억 달러의 차입을 경험했다.
SVB의 은행 운영 직후 예금자들은 부유한 고객을 대상으로 하는 프라이빗 뱅킹에 주력하는 샌프란시스코에 본사를 둔 FRB(퍼스트 리퍼블릭 은행)에서 현금을 인출하기 시작했다. SVB와 마찬가지로 FRB에는 $250,000를 초과하는 상당한 무보험 예금이 있었다. 이러한 예금은 2022년 말 은행 전체의 68%를 차지했으며, 1000억 달러의 무보험 예금이 인출되면서 3월 말에는 27%로 감소했다. 지난 3월 주요 은행 그룹으로부터 300억 달러의 자본 유입에도 불구하고 FRB는 계속해서 불안정해졌고 FDIC가 4월 29일에 인수자를 찾을 준비를 하면서 FRB의 주가는 급락했다. 5월 1일 FDIC는 퍼스트 리퍼블릭은 폐쇄되어 JP모건 체이스에 매각되었다.

## 같이 보기
- 주가 대폭락